# Elisa Balsamo (Radsportlerin)
Elisa Balsamo [eˈli:za ˈbalsamo], (* 27. Februar 1998 in Cuneo) ist eine italienische Radrennfahrerin, die auf der Bahn wie auch auf der Straße aktiv und erfolgreich ist. 2021 wurde sie Weltmeisterin auf der Straße.

## Sportliche Laufbahn
Bei den Bahnradsport-Weltmeisterschaften der Junioren wurde Balsamo insgesamt drei Mal Titelträgerin: 2015 im Scratch und 2016 im Omnium sowie in der Teamverfolgung. Bei den Straßenradsport-Weltmeisterschaften 2016 gewann Balsamo im Massensprint den Titel im Straßenrennen der Juniorinnen. Knapp eine Woche später startete sie bei den Bahnradsport-Europameisterschaften 2016 und gewann dort mit der italienischen Mannschaft die Goldmedaille in der Mannschaftsverfolgung und damit ihre erste internationale Meisterschaft im Elitebereich.
2017 errang Balsamo weitere Erfolge auf der Bahn: Bei den U23-Bahneuropameisterschaften holte sie mit dem italienischen Vierer (Martina Alzini, Marta Cavalli und Francesca Pattaro) Gold in der Mannschaftsverfolgung sowie mit Rachele Barbieri Bronze im Zweier-Mannschaftsfahren. In Berlin wurde sie ebenfalls erneut Europameisterin der Elite in der Mannschaftsverfolgung, gemeinsam mit Tatiana Guderzo, Letizia Paternoster und Silvia Valsecchi, im Omnium wurde sie Dritte. Beim Lauf des Bahnrad-Weltcups in  Pruszków  war die italienische Mannschaft mit Balsamo, Guderzo, Pattaro und Valsecchi ebenfalls erfolgreich.
Bei den Bahnradsport-Weltmeisterschaften 2018 in Apeldoorn errang der italienische Frauen-Vierer mit Balsamo, Letizia Paternoster, Tatiana Guderzo und Silvia Valsecchi die Bronzemedaille. Auch im Jahr darauf war Balsamo vor allem mit dem Vierer erfolgreich: Dieser siegte mit Balsamo in seinen Reihen beim Lauf des Bahnrad-Weltcups in Hongkong, bei den Europaspielen in Minsk sowie bei den U23-Europameisterschaften, wo sie gemeinsam mit Paternoster zusätzlich das Zweier-Mannschaftsfahren gewann.
2020 wurde Elisa Balsamo U23-Europameisterin im Straßenrennen sowie Europameisterin der Elite im Omnium sowie im Zweier-Mannschaftsfahren (mit Vittoria Guazzini). Sie gewann im Sprint die Abschlussetappe der Madrid Challenge by La Vuelta und damit ihren ersten Wettbewerb in der UCI Women’s WorldTour. Bei den Olympischen Spielen 2020 in Tokio war Balsamo mit Martina Alzini, Letizia Paternoster, Vittoria Guazzini und Rachele Barbieri Teil des Bahnrad-Vierers und belegte den sechsten Platz.
Bei den Bahnradsport-Weltmeisterschaften 2021 errang sie eine Silber- und eine Bronzemedaille. Bei den Straßenweltmeisterschaften im selben Jahr gewann sie das Straßenrennen und wurde Weltmeisterin, indem sie sich im Sprint in Leuven gegen die Niederländerin Marianne Vos durchsetzte. 2022 wurde sie nationale Straßenmeisterin und gewann mehrere Rennen wie den Trofeo Alfredo Binda, das  Classic Burgge-De Panne und Gent-Wevelgem sowie jeweils eine Etappe des Giro d’Italia Donne und Tour de Suisse Women. Bei Paris–Roubaix wurde sie allerdings disqualifiziert, da sie sich an ihrem Teamauto festgehalten hatte, um nach einer Panne zurückzukommen.
2023 errang Balsamo bei den Bahneuropameisterschaften Silber in der Mannschaftsverfolgung (mit Martina Alzini, Martina Fidanza, Vittoria Guazzini und Letizia Paternoster) sowie Bronze in der Zweier-Mannschaftsfahren (mit Guazzini). Bei der Setmana Ciclista Valenciana entschied sie zwei Etappen für sich. Im Mai des Jahres stürzte sie auf der ersten Etappe des RideLondon Classique und erlitt unter anderem eine Fraktur des Unterkiefers. Zwei Monate lang bestritt sie kein Rennen, bis sie Ende Juli bei der Tour de France Femmes 2023 startete.
2024 erlitt sie bei der Vuelta a Burgos Feminas erneut einen schweren Sturz, bei dem sie sich die Nase und eine Hand brach sowie eine Gehirnerschütterung zuzog. In den Sturz war auch Sofia Bertizzolo verwickelt, die sich einen Unterarm brach. Nach einem Monat war sie wieder im Renngeschehen; den Giro Donne musste sie wegen einer Mandelentzündung aufgeben. Bei den Olympischen Spielen 2024 in Paris verpasste Balsamo mit Chiara Consonni, Martina Fidanza, Vittoria Guazzini und Letizia Paternoster im Rennen um Bronze in der Mannschaftsverfolgung eine Medaille, außerdem nahm sie am Straßenrennen teil.

## Diverses
Im März 2023 absolvierte Elisa Balsamo den Abschluss ihres Studiums in Literaturwissenschaft an der Universität Turin. Thema ihrer Abschlussarbeit war die Erzählung Il Dio di Roserio von Giovanni Testori, die sich um ein Fahrrad dreht. Ihr Berufswunsch ist Journalistin. Sie ist liiert mit dem Radsportler Davide Plebani (Stand 2023).

## Erfolge

### Bahn
2015
- Junioren-Weltmeisterin – Scratch
- Junioren-Europameisterin – Teamverfolgung (mit Rachele Barbieri, Sofia Bertizzolo und Marta Cavalli)

2016
- Junioren-Weltmeisterin – Mannschaftsverfolgung (mit Martina Stefani, Chiara Consonni und Letizia Paternoster)
- Junioren-Weltmeisterin – Omnium
- Europameisterin – Mannschaftsverfolgung (mit Silvia Valsecchi, Francesca Pattaro, Tatiana Guderzo und Simona Frapporti)
- Junioren-Europameisterin – Omnium, Mannschaftsverfolgung (mit Chiara Consonni, Letizia Paternoster und Martina Stefani)
- Italienische Junioren-Meisterin – Scratch

2017
- Bahnrad-Weltcup in Pruszków – Mannschaftsverfolgung (mit Tatiana Guderzo, Francesca Pattaro und Silvia Valsecchi)
- Europameisterin – Mannschaftsverfolgung (mit Tatiana Guderzo, Letizia Paternoster und Silvia Valsecchi)
- Europameisterschaft – Omnium
- Europameisterin (U23) – Omnium, Mannschaftsverfolgung (mit  Martina Alzini, Marta Cavalli und Francesca Pattaro)
- Europameisterschaft (U23) – Zweier-Mannschaftsfahren (mit Rachele Barbieri)

2018
- Weltmeisterschaft – Mannschaftsverfolgung (mit Tatiana Guderzo, Letizia Paternoster und Silvia Valsecchi)
- Europameisterschaft – Mannschaftsverfolgung (mit Silvia Valsecchi, Marta Cavalli und Letizia Paternoster)
- Europameisterin (U23) – Mannschaftsverfolgung (mit  Martina Alzini, Marta Cavalli und Letizia Paternoster)
- Europameisterschaft (U23) – Zweier-Mannschaftsfahren (mit Letizia Paternoster)
- Italienische Meisterin – Zweier-Mannschaftsfahren (mit Maria Giulia Confalonieri)

2019
- Bahnrad-Weltcup in Hongkong – Mannschaftsverfolgung (mit Letizia Paternoster, Martina Alzini und Marta Cavalli)
- Europaspielesiegerin – Mannschaftsverfolgung (mit Letizia Paternoster, Martina Alzini und Marta Cavalli)
- Europaspiele – Omnium
- U23-Europameisterin –  Mannschaftsverfolgung (mit Marta Cavalli, Letizia Paternoster und Vittoria Guazzini), Zweier-Mannschaftsfahren (mit Letizia Paternoster)
- Europameisterschaft – Mannschaftsverfolgung (mit Marta Cavalli, Letizia Paternoster, Martina Alzini und Vittoria Guazzini)

2020
- Europameisterin –  Omnium, Zweier-Mannschaftsfahren (mit Vittoria Guazzini)
- Europameisterschaft – Mannschaftsverfolgung (mit Martina Alzini, Chiara Consonni und Vittoria Guazzini)
- Weltmeisterschaft – Zweier-Mannschaftsfahren (mit Letizia Paternoster)
- Italienische Meisterin – Omnium

2021
- Weltmeisterschaft – Mannschaftsverfolgung (mit Martina Alzini, Chiara Consonni, Martina Fidanza und Letizia Paternoster)
- Weltmeisterschaft – Omnium

2022
- Nations’ Cup in Milton – Omnium, Mannschaftsverfolgung (mit Silvia Zanardi, Chiara Consonni, Martina Fidanza und Barbara Guarischi), Zweier-Mannschaftsfahren (mit Chiara Consonni)
- Weltmeisterin – Mannschaftsverfolgung (mit Martina Alzini, Chiara Consonni, Martina Fidanza und Vittoria Guazzini)

2023
- Europameisterschaft – Mannschaftsverfolgung (mit Martina Alzini, Martina Fidanza, Vittoria Guazzini und Letizia Paternoster)
- Europameisterschaft – Zweier-Mannschaftsfahren (mit Vittoria Guazzini)

2024
- Europameisterin – Mannschaftsverfolgung (mit Martina Fidanza, Vittoria Guazzini und Letizia Paternoster)
- Europameisterschaft – Zweier-Mannschaftsfahren (mit Vittoria Guazzini)

### Straße
2016
- Junioren-Weltmeisterin – Straßenrennen
- Junioren-Europameisterschaft – Straßenrennen
- Italienische Junioren-Meisterin – Straßenrennen

2018
- Omloop van Borsele
- Gran Premio Beghelli Donne

2019
- Trofee Maarten Wynants
- eine Etappe Kalifornien-Rundfahrt
- Dwars door de Westhoek
- eine Etappe Giro delle Marche in Rosa

2020
- U23-Europameisterin – Straßenrennen
- eine Etappe Madrid Challenge by La Vuelta

2021
- GP Oetingen
- Weltmeisterin – Straßenrennen
- eine Etappe The Women’s Tour

2022
- eine Etappe Setmana Ciclista Valenciana
- Trofeo Alfredo Binda
- Classic Burgge-De Panne
- Gent-Wevelgem
- eine Etappe Tour de Suisse Women
- Italienische Meisterin – Straßenrennen
- zwei Etappen Giro d’Italia Donne

2023
- zwei Etappen Setmana Ciclista Valenciana
- eine Etappe Simac Ladies Tour

2024
- zwei Etappen Setmana Ciclista Valenciana
- Trofeo Alfredo Binda
- Classic Brugge–De Panne
- eine Etappe und Punktewertung Tour de Romandie
- Europameisterschaft – Straßenrennen

2025
- zwei Etappen und Punktewertung Setmana Valenciana
- Scheldeprijs
- eine Etappe Tour de Suisse Women